# Valjala
Koordinaten: 58° 24′ N, 22° 47′ O

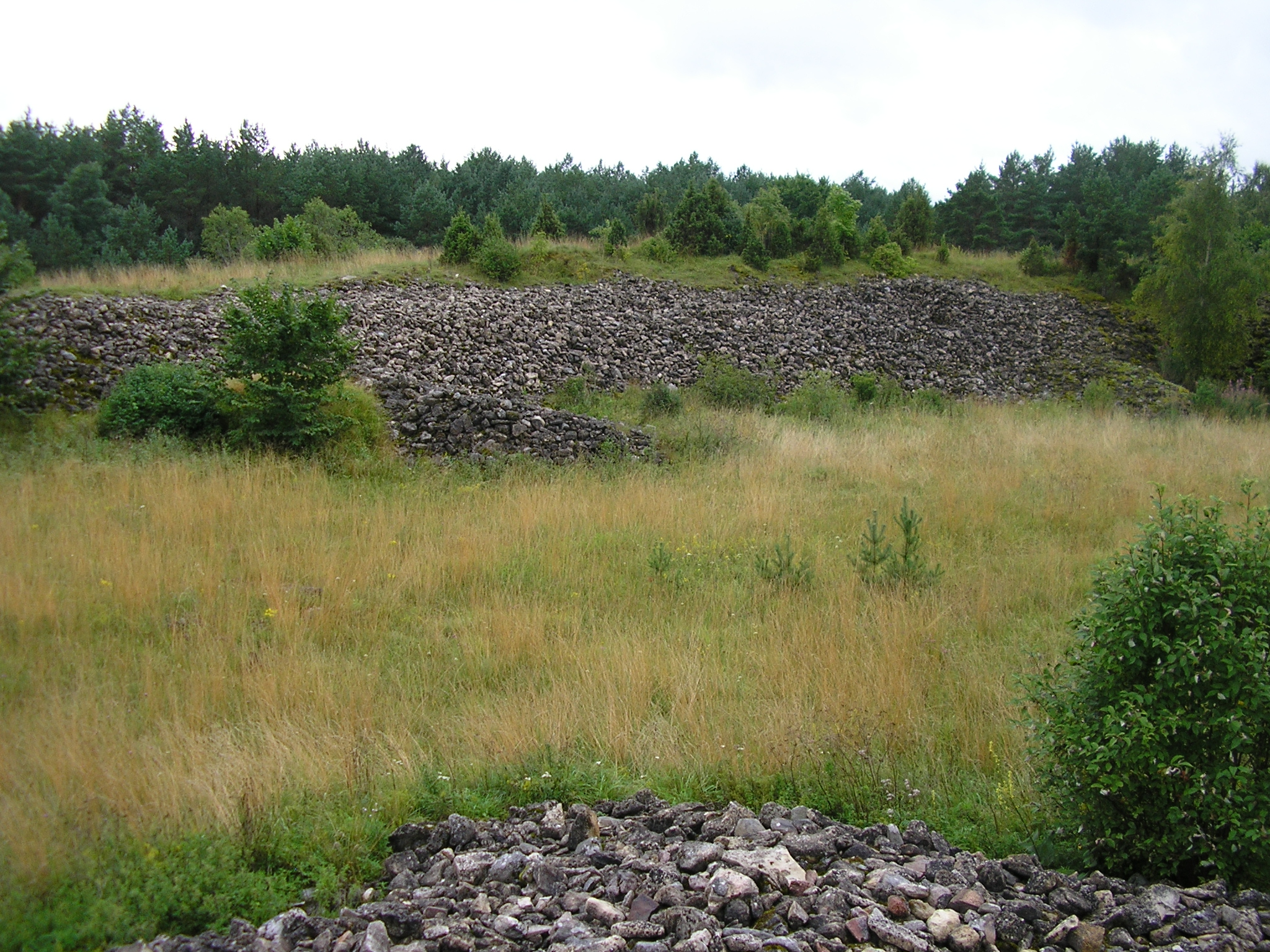
Überreste der ehemaligen Burg

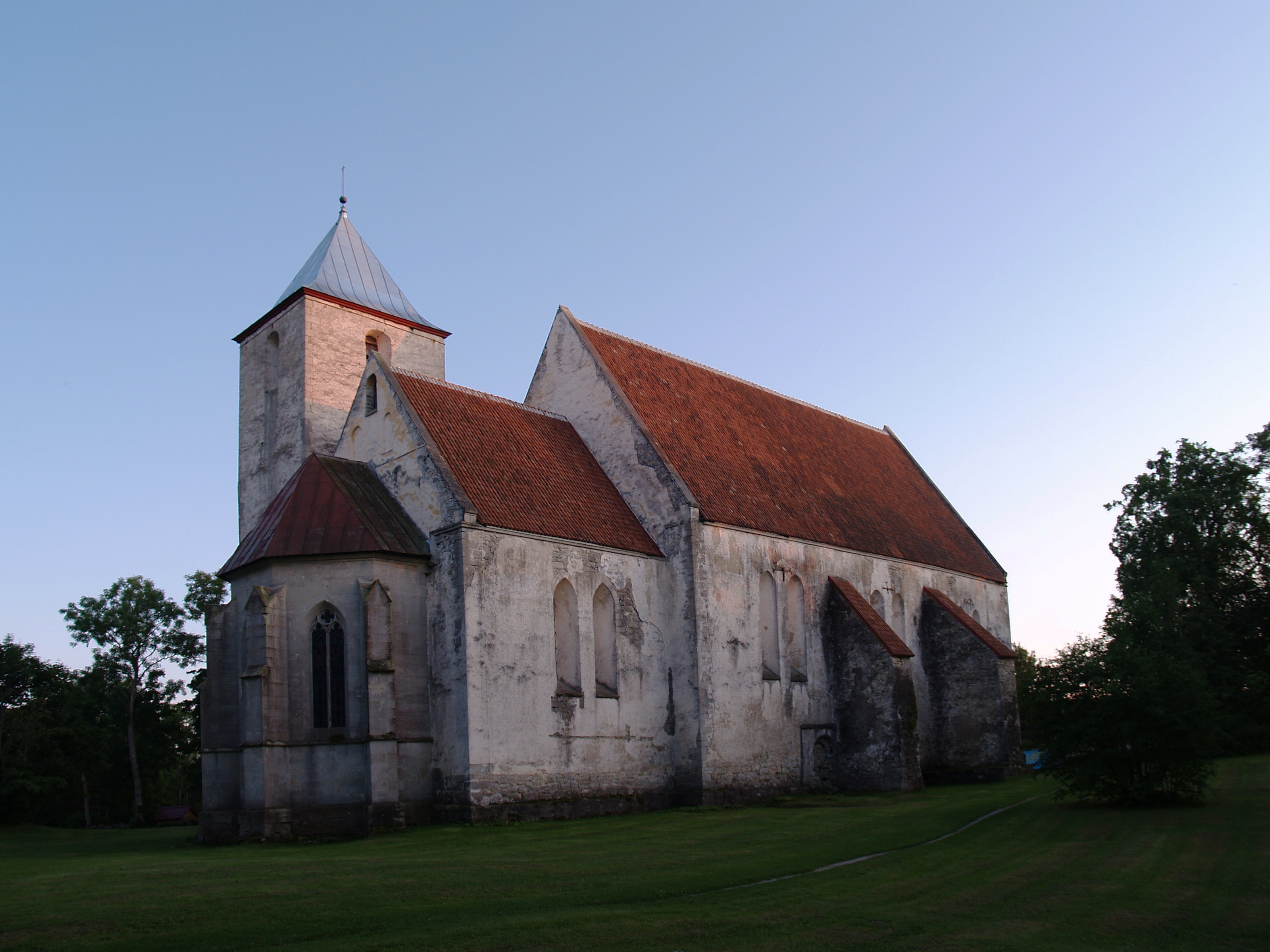
Martins-Kirche von Valjala

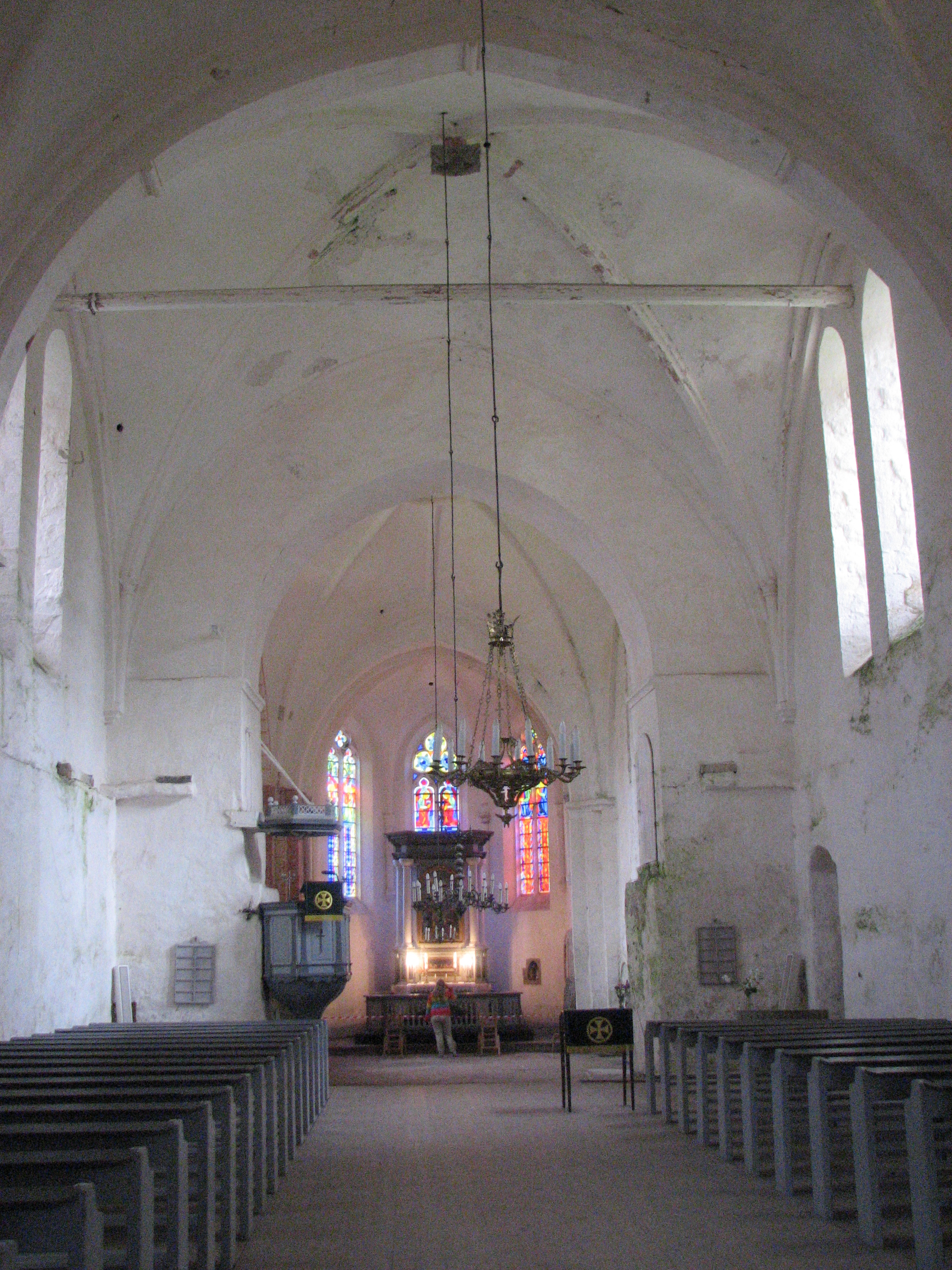
Blick auf Kanzel und Altar

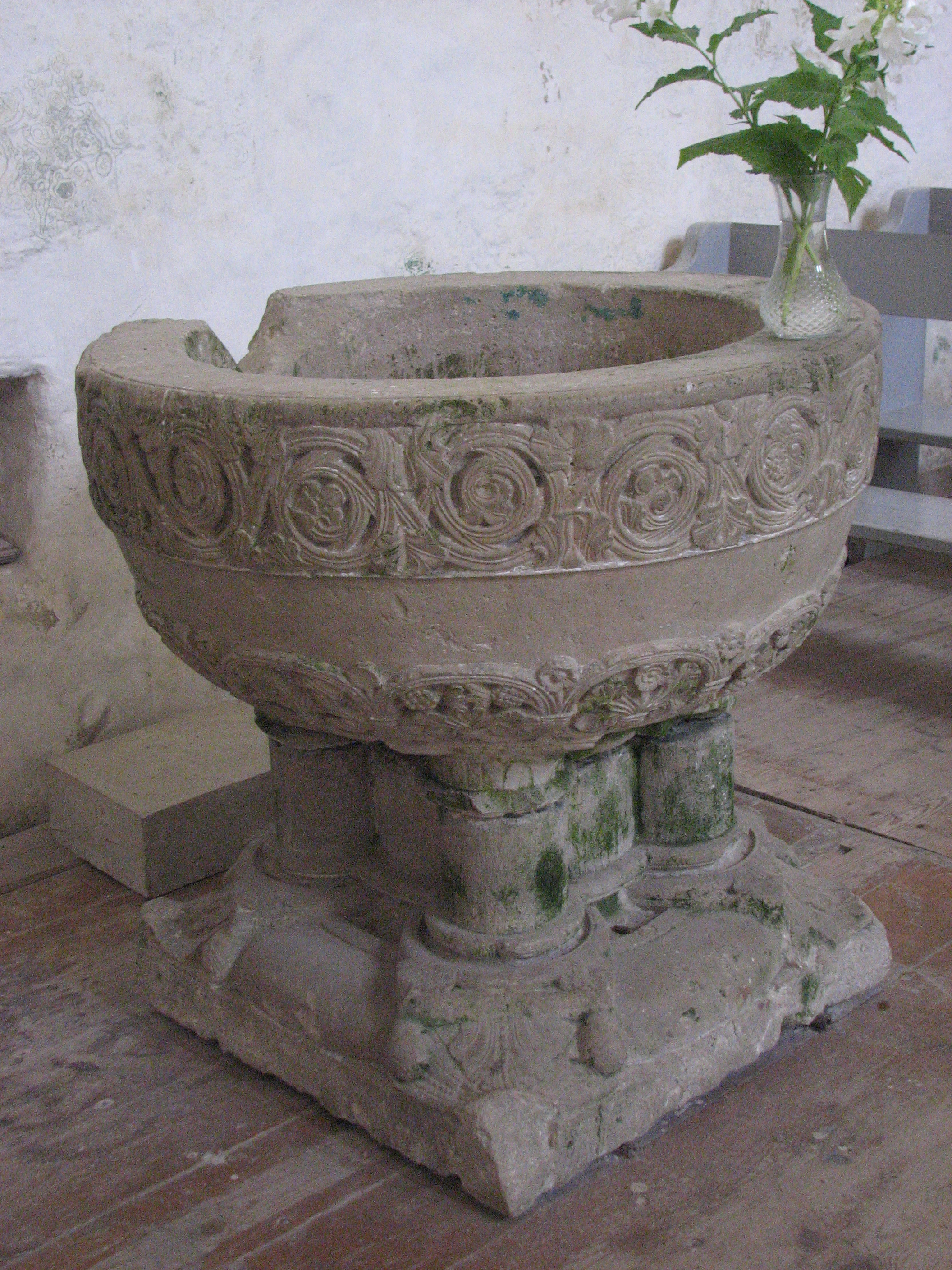
Taufstein

Valjala (deutsch Wolde) ist ein Dorf (estnisch alevik) in der Landgemeinde Saaremaa im Kreis Saare auf der größten estnischen Insel Saaremaa. Bis 2017 war Valjala der Hauptort einer gleichnamigen Landgemeinde.

## Einwohnerschaft
Das Dorf hat 410 Einwohner (Stand 31. Dezember 2011). Es liegt 27 Kilometer nordöstlich der Inselhauptstadt Kuressaare. Der Ort liegt an der wichtigen Verbindungsstraße, die Kuressaare mit dem Ostsee-Hafen Kuivastu verbindet. Von dort führt die Fähre auf das estnische Festland.
Valjala beherbergt heute einen Kindergarten, eine Grundschule sowie ein Postamt.

## Geschichte
Um 1200 wurde der Gau Waldele erstmals urkundlich erwähnt. Um die Kirche entstand bereits im Mittelalter eine kleine Ansiedlung. Sie wurde 1634 unter dem Namen Pappiallewe verzeichnet.
Im Mittelalter wurde Valjala Hauptort des gleichnamigen Kirchspiels.

## Burg
Südwestlich des heutigen Dorfkerns befand sich bis ins 13. Jahrhundert eine Burg der heidnischen Esten. Sie wird in der Heinrichs Livländischer Chronik als castrum Waldja erwähnt. Die Burg wurde vor allem durch die Schlacht im Winter 1227 bekannt, aus der die christlichen Eroberer des Landes siegreich hervorgingen. Dadurch festigsten die Kreuzritter unter Führung des Bischofs von Riga und des Deutschen Ordens ihre Herrschaft über die gesamte Insel Saaremaa.
Die Burg war wahrscheinlich eine der größten und am stärksten befestigten Verteidigungsanlagen der einheimischen Bevölkerung. Sie lag auf einer Anhöhe und war von einem starken Ringwall umgeben. Der mit Steinen befestigte Burggraben ist heute noch zu sehen. Archäologen haben bei Ausgrabung zahlreiche Funde aus dem 11. bis 13. Jahrhundert freigelegt.

## Kirche
Die evangelisch-lutherische Martins-Kirche ist der älteste Sakralbau der Insel Saaremaa und wahrscheinlich das älteste bekannte Kirchengebäude Estlands. Bereits um 1227 wurde an dem Ort auf viereckigem Grundriss eine Kapelle errichtet, die in den Mauern des Chors noch erhalten ist. Möglicherweise wurde sie nach der Christianisierung Estlands auf einem Begräbnisplatz der heidnischen Esten errichtet.
Zwischen 1241 und 1265 wurde das Gotteshaus erweitert und ein Langhauses mit drei Gewölben im Stil der Romanik angefügt. Auch alle drei Portale der Kirche haben romanische Rundbögen. Die frühere Kapelle mit ihren figürlichen Wandmalereien der Apostel wurde im Rahmen der Erweiterung zum Chor umgestaltet. Nach dem Aufstand der örtlichen Bevölkerung 1261 wurde das Gotteshaus zu einer Wehrkirche umgestaltet. Der obere Teil des Gebäudes weist dann für die Fenster und Gewölbe gotische Spitzbögen auf. Das Hauptportal an der Westseite ist mit einem Wimperg geschmückt. Es wurde wahrscheinlich beim Aufstand in der Georgsnacht im 14. Jahrhundert stark in Mitleidenschaft gezogen.
Das Gotteshaus wurde in den 1360er Jahren weiter ausgestaltet. Auch später folgten mehrere Um- und Ausbauen. So stammt der Turm aus dem 17. Jahrhundert; er wurde auf der früheren Sakristei errichtet. In die Wände des Turms sind einige Überreste von älteren, trapezförmigen Grabplatten eingearbeitet. Der barocke Turmhelm entstand in den 1770er Jahren, wurde aber nach einem Blitzschlag 1922 zerstört und vier Jahre später durch einen neuen ersetzt.
Der massive romanische Taufstein von 1270 ist eine der ältesten und kunstvollsten seiner Art in Estland. „Virtuos läßt er das Rankenmotiv die Kupa entlangschlängeln und -rollen. Diese wächst aus einer kräftigen Säulenbasis heraus, deren vier kleinere Nebensäulchen die vier heiligen Flüsse symbolisieren.“ Der Taufstein wurde möglicherweise für die Domkirche von Haapsalu geschaffen und erst später nach Saaremaa gebracht. Wahrscheinlich hatte ihn ein aus Westfalen stammender Meister hergestellt. Das plastische Werk ähnelt stark den Verzierungen am Nordportal des Doms von Riga.
An der Nordseite des Chors ist eine Wandmalerei aus dem 13. Jahrhundert erhalten. Die Altarretabel und die Kanzel im Empire-Stil sind Werke des Tischlermeisters Nommen Lorentzon aus Kuressaare aus den 1820er Jahren. Das Altargemälde stammt aus der zweiten Hälfte des 19. Jahrhunderts.
Frühbarocke Epitaphe aus Dolomitgestein erinnern an örtliche Pastoren wie Andreas Fregius (1664) und Caspar Berg (1667). Die Kirchenfenster aus den 1970er Jahren sind ein Werk der estnischen Glaskünstlerin Dolores Hoffmann. Die Orgel von 1888 stammt von dem estnischen Orgelbauer Gustav Normann. Sie wurde 2004 renoviert.
Nach Wiedererlangung der estnischen Unabhängigkeit wurde die Kirche zwischen 1992 und 1994 aufwändig restauriert. Bei der Kirche befindet sich das Pastorat.